# Pardis (oraș)
Pardis este un oraș din Iran.